# 1976 год в телевидении
Список 1976 год в телевидении описывает события в мире телевидения, произошедшие в 1976 году.

## События

### Январь
- 1 января
  - Вышел на экраны фильм «Приключения Буратино».
  - Вышел на экраны фильм «Ирония судьбы, или с лёгким паром».

### Февраль
- 10 февраля — Вышел на экраны телесериал «Строговы».

### Май
- 20 мая — Вышел на экраны фильм «Старший сын».

### Июнь
- 2 июня — Вышел на экраны телесериал «Вечный зов».

### Август
- Вторая программа ЦТ становится вечерним московским каналом: в воскресенье 1 августа её показ в последний раз (вплоть до 1 января 1982 года) начался утром. В воскресный день через неделю (8 августа) в утренние часы начались уже передачи четвертой программы, чьи функции были значительно увеличены (а в 1977 году это коснулось и постепенного расширения вещания на другие области Европейской части СССР). С 23 августа детскую передачу «Спокойной ночи, малыши», которая с 1964 года шла по второй программе, ежедневно стали показывать и по четвёртой программе ЦТ. Ей же отошла одна из прежних функций второй программы — повторный показ отдельных передач Первой программы ЦТ.

### Декабрь
- 15 декабря — Вышел на экраны фильм «Небесные ласточки».
- 30 декабря — Вышла в эфир передача «Шире круг».

### Без даты
- Сентябрь — Вышла в эфир передача «Музыкальная жизнь».
- Октябрь — Вышла в эфир передача «С песней по жизни».

## Родились
- 4 апреля — Антон Комолов, ТВ-ведущий.
- 7 апреля — Михаил Полицеймако, ТВ-ведущий и актёр.
- 13 июня — Дана Борисова, ТВ-ведущая («Армейский магазин», «Принцип домино», «Сегодня утром»).
- 18 июня — Максим Галкин, ТВ-ведущий («Кто хочет стать миллионером», «Десять миллионов», «Лучше всех», «Сегодня вечером»), главный соперник игрока (Кто хочет стать Максимом Галкиным), актёр, певец, юморист, пародист.
- 16 сентября — Алесь Мухин, ТВ-знаток («Что? Где? Когда?», капитан команды знатоков, ТВ-ведущий, предприниматель, обладатель приза Хрустальная сова и звания Лучший капитан клуба.
- 15 октября — Николай Басков, ТВ-ведущий («Субботний вечер»), певец-тенор.
- 30 октября — Дмитрий Авдеенко, ТВ-знаток «(Что? Где? Когда?», «Брэйн-ринг»), двукратный обладатель «Хрустальной совы»[1].